# Temporada 2010-11 de l'NBA
La Temporada 2010-11 de l'NBA va ser la 65a de la història de la competició nord-americana de bàsquet. L'All-Star Game es va celebrar el 20 de febrer de 2011 a l'Staples Center de Los Angeles.

## Nous pavellons
Els New Jersey Nets jugaran aquesta temporada al Prudential Center de Newark (New Jersey), obert el 2007, que és també la seu dels New Jersey Devils de l'NHL. Serà el seu lloc de joc provisional fins que el Barclays Center s'acabi de construir a Brooklyn (Nova York). Els Orlando Magic jugaran en el nou Amway Center després d'haver disputat els seus partits com a local a l'Amway Arena des de la seva arribada a la lliga el 1989.

## Classificacions

### Per divisió
| Divisió Atlàntica    | G  | P  | PV   | C     | F     | Div. | PJ |
| -------------------- | -- | -- | ---- | ----- | ----- | ---- | -- |
| i-Boston Celtics     | 56 | 26 | -    | 33-8  | 23-18 | 13–3 | 82 |
| x-New York Knicks    | 42 | 40 | 14.0 | 23-18 | 19-22 | 10–6 | 82 |
| x-Philadelphia 76ers | 41 | 41 | 15.0 | 26-15 | 15-26 | 9–7  | 82 |
| New Jersey Nets      | 24 | 58 | 32.0 | 19-22 | 5–36  | 3–13 | 82 |
| Toronto Raptors      | 22 | 60 | 34.0 | 16–25 | 6–35  | 5–11 | 82 |

| Divisió Central     | G  | P  | PV   | C     | F     | Div. | PJ |
| ------------------- | -- | -- | ---- | ----- | ----- | ---- | -- |
| z-Chicago Bulls     | 62 | 20 | –    | 36–5  | 26–15 | 15–1 | 82 |
| x-Indiana Pacers    | 37 | 45 | 25.0 | 24–17 | 13–28 | 9–7  | 82 |
| Milwaukee Bucks     | 35 | 47 | 27.0 | 22–19 | 13–28 | 6–10 | 82 |
| Detroit Pistons     | 30 | 52 | 32.0 | 21–20 | 9–32  | 7–9  | 82 |
| Cleveland Cavaliers | 19 | 63 | 43.0 | 12–29 | 7–34  | 3–13 | 82 |

| Divisió Sud-est    | G  | P  | PV   | C     | F     | Div. | PJ |
| ------------------ | -- | -- | ---- | ----- | ----- | ---- | -- |
| i-Miami Heat       | 58 | 24 | –    | 30–11 | 28–13 | 13–3 | 82 |
| x-Orlando Magic    | 52 | 30 | 6.0  | 29–12 | 23–18 | 11–5 | 82 |
| x-Atlanta Hawks    | 44 | 38 | 14.0 | 24–17 | 20–21 | 9–7  | 82 |
| Charlotte Bobcats  | 34 | 48 | 24.0 | 21–20 | 13–28 | 4–12 | 82 |
| Washington Wizards | 23 | 59 | 35.0 | 20–21 | 3–38  | 3–13 | 82 |

| Divisió Nord-oest        | G  | P  | PV   | C     | F     | Div. | PJ |
| ------------------------ | -- | -- | ---- | ----- | ----- | ---- | -- |
| i-Oklahoma City Thunder  | 55 | 27 | –    | 30–11 | 25–16 | 13–3 | 82 |
| x-Denver Nuggets         | 50 | 32 | 5.0  | 33–8  | 17–24 | 9–7  | 82 |
| x-Portland Trail Blazers | 48 | 34 | 7.0  | 30–11 | 18–23 | 10–6 | 82 |
| Utah Jazz                | 39 | 43 | 16.0 | 21–20 | 18–23 | 7–9  | 82 |
| Minnesota Timberwolves   | 17 | 65 | 38.0 | 12–29 | 5–36  | 1–15 | 82 |

| Divisió Pacífic       | G  | P  | PV   | C     | F     | Div. | PJ |
| --------------------- | -- | -- | ---- | ----- | ----- | ---- | -- |
| i-Los Angeles Lakers  | 57 | 25 | –    | 30–11 | 27–14 | 12–4 | 82 |
| Phoenix Suns          | 40 | 42 | 17.0 | 23–18 | 17–24 | 9–7  | 82 |
| Golden State Warriors | 36 | 46 | 21.0 | 26–15 | 10–31 | 5–11 | 82 |
| Los Angeles Clippers  | 32 | 50 | 25.0 | 23–18 | 9–32  | 7–9  | 82 |
| Sacramento Kings      | 24 | 58 | 33.0 | 11–30 | 13–28 | 7–9  | 82 |

| Divisió Sud-oest      | G  | P  | %    | PV    | C     | F    | Div. | PJ |
| --------------------- | -- | -- | ---- | ----- | ----- | ---- | ---- | -- |
| c-San Antonio Spurs   | 61 | 21 | –    | 36–5  | 25–16 | 10–6 | 82   |    |
| x-Dallas Mavericks    | 57 | 25 | 4.0  | 29–12 | 28–13 | 8–8  | 82   |    |
| x-New Orleans Hornets | 46 | 36 | 15.0 | 28–13 | 18–23 | 9–7  | 82   |    |
| x-Memphis Grizzlies   | 46 | 36 | 15.0 | 30–11 | 16–25 | 8–8  | 82   |    |
| Houston Rockets       | 43 | 39 | 18.0 | 25–16 | 18–23 | 5–11 | 82   |    |

### Per conferència
| #                                                | Conferència Est      | Conferència Est | Conferència Est | Conferència Oest         | Conferència Oest | Conferència Oest |
| #                                                | Equip                | G-P             | PV              | Equip                    | G-P              | PV               |
| ------------------------------------------------ | -------------------- | --------------- | --------------- | ------------------------ | ---------------- | ---------------- |
| 1                                                | z-Chicago Bulls      | 62-20           | -               | c-San Antonio Spurs      | 61-21            | -                |
| 2                                                | i-Miami Heat         | 58-24           | 4.0             | i-Los Angeles Lakers     | 57-25            | 4.0              |
| 3                                                | i-Boston Celtics     | 56-26           | 6.0             | x-Dallas Mavericks       | 57-25            | 4.0              |
| 4                                                | x-Orlando Magic      | 52-30           | 10.0            | i-Oklahoma City Thunder  | 55-27            | 6.0              |
| 5                                                | x-Atlanta Hawks      | 44-38           | 18.0            | x-Denver Nuggets         | 50-32            | 11.0             |
| 6                                                | x-New York Knicks    | 42-40           | 20.0            | x-Portland Trail Blazers | 48-34            | 13.0             |
| 7                                                | x-Philadelphia 76ers | 41-41           | 21.0            | x-New Orleans Hornets    | 46-36            | 15.0             |
| 8                                                | x-Indiana Pacers     | 37-45           | 25.0            | x-Memphis Grizzlies      | 46-36            | 15.0             |
| 9                                                | Milwaukee Bucks      | 35-47           | 27.0            | Houston Rockets          | 43-39            | 18.0             |
| 10                                               | Charlotte Bobcats    | 34-48           | 28.0            | Phoenix Suns             | 40-42            | 21.0             |
| 11                                               | Detroit Pistons      | 30-52           | 32.0            | Utah Jazz                | 39-43            | 22.0             |
| 12                                               | New Jersey Nets      | 24-58           | 38.0            | Golden State Warriors    | 36-46            | 25.0             |
| 13                                               | Washington Wizards   | 23-59           | 39.0            | Los Angeles Clippers     | 32-50            | 29.0             |
| 14                                               | Toronto Raptors      | 22-60           | 40.0            | Sacramento Kings         | 24-58            | 37.0             |
| 15                                               | Cleveland Cavaliers  | 19-63           | 43.0            | Minnesota Timberwolves   | 17-65            | 44.0             |
| * Líder de divisió (garantit almenys el 4t lloc) |                      |                 |                 |                          |                  |                  |

- Apareixen en color verd les franquícies que es van classificar per disputar els Playoffs.

x- Classificat pels playoffs
i- Campió de divisió
c- Avantatge de camp en els playoffs de conferència
z- Avantatge de camp en tots els playoffs

## Playoffs
Les eliminatòries es juguen al millor de 7 partits. L'equip que guanya la final es proclama campió de l'NBA.
|  | Primera Ronda | Primera Ronda          | Primera Ronda         |   |                       | Semifinals de Conferència | Semifinals de Conferència | Semifinals de Conferència |  |   | Finals de Conferència | Finals de Conferència | Finals de Conferència |  |    | Final NBA        | Final NBA | Final NBA |
|  |               |                        |                       |   |                       |                           |                           |                           |  |   |                       |                       |                       |  |    |                  |           |           |
|  | 1             | San Antonio Spurs      | 2                     |   |                       |                           |                           |                           |  |   |                       |                       |                       |  |    |                  |           |           |
|  | 8             | Memphis Grizzlies      | 4                     |   |                       |                           |                           |                           |  |   |                       |                       |                       |  |    |                  |           |           |
|  | 8             | Memphis Grizzlies      | 4                     |   | 1                     | Memphis Grizzlies         | 3                         |                           |  |   |                       |                       |                       |  |    |                  |           |           |
|  |               |                        |                       |   | 1                     | Memphis Grizzlies         | 3                         |                           |  |   |                       |                       |                       |  |    |                  |           |           |
|  |               | 5                      | Oklahoma City Thunder | 4 |                       |                           |                           |                           |  |   |                       |                       |                       |  |    |                  |           |           |
|  | 4             | 5                      | Oklahoma City Thunder | 4 | Oklahoma City Thunder | 4                         |                           |                           |  |   |                       |                       |                       |  |    |                  |           |           |
|  | 4             |                        |                       |   | Oklahoma City Thunder | 4                         |                           |                           |  |   |                       |                       |                       |  |    |                  |           |           |
|  | 5             | Denver Nuggets         | 1                     |   |                       |                           |                           |                           |  |   |                       |                       |                       |  |    |                  |           |           |
|  | 5             | Denver Nuggets         | 1                     |   |                       |                           |                           |                           |  | 1 | Oklahoma City Thunder | 1                     |                       |  |    |                  |           |           |
|  |               |                        |                       |   |                       |                           |                           |                           |  | 1 | Oklahoma City Thunder | 1                     |                       |  |    |                  |           |           |
|  |               | 3                      | Dallas Mavericks      | 4 |                       |                           |                           |                           |  |   |                       |                       |                       |  |    |                  |           |           |
|  | 2             | 3                      | Dallas Mavericks      | 4 | Los Angeles Lakers    | 4                         |                           |                           |  |   |                       |                       |                       |  |    |                  |           |           |
|  | 2             |                        |                       |   | Los Angeles Lakers    | 4                         |                           |                           |  |   |                       |                       |                       |  |    |                  |           |           |
|  | 7             | New Orleans Hornets    | 2                     |   |                       |                           |                           |                           |  |   |                       |                       |                       |  |    |                  |           |           |
|  | 7             | New Orleans Hornets    | 2                     |   | 3                     | Los Angeles Lakers        | 0                         |                           |  |   |                       |                       |                       |  |    |                  |           |           |
|  |               |                        |                       |   | 3                     | Los Angeles Lakers        | 0                         |                           |  |   |                       |                       |                       |  |    |                  |           |           |
|  |               | 2                      | Dallas Mavericks      | 4 |                       |                           |                           |                           |  |   |                       |                       |                       |  |    |                  |           |           |
|  | 3             | 2                      | Dallas Mavericks      | 4 | Dallas Mavericks      | 4                         |                           |                           |  |   |                       |                       |                       |  |    |                  |           |           |
|  | 3             |                        |                       |   | Dallas Mavericks      | 4                         |                           |                           |  |   |                       |                       |                       |  |    |                  |           |           |
|  | 6             | Portland Trail Blazers | 2                     |   |                       |                           |                           |                           |  |   |                       |                       |                       |  |    |                  |           |           |
|  | 6             | Portland Trail Blazers | 2                     |   |                       |                           |                           |                           |  |   |                       |                       |                       |  | E1 | Dallas Mavericks | 4         |           |
|  |               |                        |                       |   |                       |                           |                           |                           |  |   |                       |                       |                       |  | E1 | Dallas Mavericks | 4         |           |
|  |               | O2                     | Miami Heat            | 2 |                       |                           |                           |                           |  |   |                       |                       |                       |  |    |                  |           |           |
|  | 1             | O2                     | Miami Heat            | 2 | Chicago Bulls         | 4                         |                           |                           |  |   |                       |                       |                       |  |    |                  |           |           |
|  | 1             |                        |                       |   | Chicago Bulls         | 4                         |                           |                           |  |   |                       |                       |                       |  |    |                  |           |           |
|  | 8             | Indiana Pacers         | 1                     |   |                       |                           |                           |                           |  |   |                       |                       |                       |  |    |                  |           |           |
|  | 8             | Indiana Pacers         | 1                     |   | 1                     | Chicago Bulls             | 4                         |                           |  |   |                       |                       |                       |  |    |                  |           |           |
|  |               |                        |                       |   | 1                     | Chicago Bulls             | 4                         |                           |  |   |                       |                       |                       |  |    |                  |           |           |
|  |               | 5                      | Atlanta Hawks         | 2 |                       |                           |                           |                           |  |   |                       |                       |                       |  |    |                  |           |           |
|  | 4             | 5                      | Atlanta Hawks         | 2 | Orlando Magic         | 2                         |                           |                           |  |   |                       |                       |                       |  |    |                  |           |           |
|  | 4             |                        |                       |   | Orlando Magic         | 2                         |                           |                           |  |   |                       |                       |                       |  |    |                  |           |           |
|  | 5             | Atlanta Hawks          | 4                     |   |                       |                           |                           |                           |  |   |                       |                       |                       |  |    |                  |           |           |
|  | 5             | Atlanta Hawks          | 4                     |   |                       |                           |                           |                           |  | 5 | Chicago Bulls         | 1                     |                       |  |    |                  |           |           |
|  |               |                        |                       |   |                       |                           |                           |                           |  | 5 | Chicago Bulls         | 1                     |                       |  |    |                  |           |           |
|  |               | 2                      | Miami Heat            | 4 |                       |                           |                           |                           |  |   |                       |                       |                       |  |    |                  |           |           |
|  | 2             | 2                      | Miami Heat            | 4 | Miami Heat            | 4                         |                           |                           |  |   |                       |                       |                       |  |    |                  |           |           |
|  | 2             |                        |                       |   | Miami Heat            | 4                         |                           |                           |  |   |                       |                       |                       |  |    |                  |           |           |
|  | 7             | Philadelphia 76ers     | 1                     |   |                       |                           |                           |                           |  |   |                       |                       |                       |  |    |                  |           |           |
|  | 7             | Philadelphia 76ers     | 1                     |   | 6                     | Miami Heat                | 4                         |                           |  |   |                       |                       |                       |  |    |                  |           |           |
|  |               |                        |                       |   | 6                     | Miami Heat                | 4                         |                           |  |   |                       |                       |                       |  |    |                  |           |           |
|  |               | 2                      | Boston Celtics        | 1 |                       |                           |                           |                           |  |   |                       |                       |                       |  |    |                  |           |           |
|  | 3             | 2                      | Boston Celtics        | 1 | Boston Celtics        | 4                         |                           |                           |  |   |                       |                       |                       |  |    |                  |           |           |
|  | 3             |                        |                       |   | Boston Celtics        | 4                         |                           |                           |  |   |                       |                       |                       |  |    |                  |           |           |
|  | 6             | New York Knicks        | 0                     |   |                       |                           |                           |                           |  |   |                       |                       |                       |  |    |                  |           |           |

## Estadístiques

### Líders individuals
Actualitzada: 17/4/2014
| Categoria               | Jugador          | Equip                  | Estadístiques |
| ----------------------- | ---------------- | ---------------------- | ------------- |
| Punts per partit        | Kevin Durant     | Oklahoma City Thunder  | 32.0          |
| Rebots per partit       | DeAndre Jordan   | Los Angeles Clippers   | 13.6          |
| Assistències per partit | Chris Paul       | Los Angeles Clippers   | 10.7          |
| Robatoris per partit    | Chris Paul       | Los Angeles Clippers   | 2.48          |
| Taps per partit         | Anthony Davis    | New Orleans Pelicans   | 2.82          |
| Pèrdues per partit      | Stephen Curry    | Golden State Warriors  | 3.8           |
| Minuts per partit       | Carmelo Anthony  | New York Knicks        | 38.7          |
| Valoració per partit    | Kevin Durant     | Oklahoma City Thunder  | 31.8          |
| % Tirs de camp          | DeAndre Jordan   | Los Angeles Clippers   | 67.6%         |
| % Tirs lliures          | Brian Roberts    | New Orleans Pelicans   | 94.0%         |
| % Tirs de 3             | Kyle Korver      | Atlanta Hawks          | 47.2%         |
| Doble-dobles            | Kevin Love       | Minnesota Timberwolves | 65            |
| Triple-dobles           | Lance Stephenson | Indiana Pacers         | 5             |

### Màxims de la temporada
| Categoria    | Jugador                 | Valor |
| ------------ | ----------------------- | ----- |
| Punts        | Carmelo Anthony         | 62    |
| Rebots       | Timofey Mozgov          | 29    |
| Assistències | Brandon Jennings        | 18    |
| Assistències | Rajon Rondo             | 18    |
| Robatoris    | Michael Carter-Williams | 9     |
| Triples      | Joe Johnson             | 10    |
| Triples      | C.J. Milers             | 10    |
| Triples      | Chandler Parsons        | 10    |
| Triples      | Terrence Ross           | 10    |
| Triples      | Trevor Ariza            | 10    |
| Triples      | J.R. Smith              | 10    |
| Taps         | DeAndre Jordan          | 9     |
| Taps         | Anthony Davis           | 9     |

### Equips líders
| Categoria                     | Equip                  | Estadístiques |
| ----------------------------- | ---------------------- | ------------- |
| Punts per joc                 | Los Angeles Clippers   | 107.93        |
| Rebots per joc                | Portland Trail Blazers | 46.44         |
| Assistències per joc          | San Antonio Spurs      | 25.17         |
| Robatoris per partit          | Philadelphia 76ers     | 9.33          |
| Bloquejos per joc             | New Orleans Pelicans   | 6.38          |
| Intents bloquejats per partit | Philadelphia 76ers     | 6.80          |
| Pilotes perdudes per partit   | Philadelphia 76ers     | 16.88         |
| Faltes per joc                | Denver Nuggets         | 23.05         |
| Faltes rebudes per partit     | Houston Rockets        | 24.4          |
| FG%                           | Miami Heat             | 50.1%         |
| FT%                           | Portland Trail Blazers | 81.46%        |
| 3FG%                          | San Antonio Spurs      | 39.73%        |
| +/-                           | San Antonio Spurs      | 7.72          |

## Líders de les estadístiques
| Categoria                      | Jugador       | Equip                  | Estadístiques |
| ------------------------------ | ------------- | ---------------------- | ------------- |
| Punts per partit               | Kevin Durant  | Oklahoma City Thunder  | 27,7          |
| Rebots per partit              | Kevin Love    | Minnesota Timberwolves | 15,2          |
| Assistències per partit        | Steve Nash    | Phoenix Suns           | 11,4          |
| Robatoris de pilota per partit | Chris Paul    | New Orleans Hornets    | 2,35          |
| Taps per partit                | Andrew Bogut  | Milwaukee Bucks        | 2,58          |
| Percentatge de tirs de camp    | Niño Hilario  | Denver Nuggets         | 61,5          |
| Percentatge de tirs de 3 punts | Matt Bonner   | San Antonio Spurs      | 45,7          |
| Percentatge de tirs lliures    | Stephen Curry | Golden State Warriors  | 93,4          |
| Pts. + Rebs. + Asis.           | LeBron James  | Miami Heat             | 41,2          |
| Eficiència                     | LeBron James  | Miami Heat             | 28,6          |

## Premis

### Reconeixements individuals
- MVP de la temporada
  -  Derrick Rose, Chicago Bulls[5]
- Rookie de l'Any
  -  Blake Griffin, Los Angeles Clippers[6]
- Millor Defensor
  -  Dwight Howard, Orlando Magic[7]
- Millor Sisè Home
  -  Lamar Odom, Los Angeles Lakers[8]
- Jugador amb millor progressió
  -  Kevin Love, Minnesota Timberwolves[9]
- Jugador Més Esportiu
  -  Stephen Curry, Golden State Warriors[10]
- Entrenador de l'any
  -  Tom Thibodeau, Chicago Bulls
- Millor Quintet de la Temporada
  -  Derrick Rose, Chicago Bulls
  -  Kobe Bryant, Los Angeles Lakers
  -  LeBron James, Miami Heat
  -  Kevin Durant, Oklahoma City Thunder
  -  Dwight Howard, Orlando Magic
- Segon Millor Quintet de la Temporada
  -  Russell Westbrook, Oklahoma City Thunder
  -  Dwyane Wade, Miami Heat
  -  Dirk Nowitzki, Dallas Mavericks
  -  Estimar'i Stoudemire, New York Knicks
  -  Pau Gasol, Los Angeles Lakers
- Tercer Millor Quintet de la Temporada
  -  Chris Paul, New Orleans Hornets
  -  Manu Ginóbili, San Antonio Spurs
  -  Zach Randolph, Memphis Grizzlies
  -  LaMarcus Aldridge, Portland Trail Blazers
  -  Al Horford, Atlanta Hawks
- Millor Quintet defensiu de la Temporada[11]
  -  Rajon Rondo, Boston Celtics
  -  Kobe Bryant, Los Angeles Lakers
  -  LeBron James, Miami Heat
  -  Kevin Garnett, Boston Celtics
  -  Dwight Howard, Orlando Magic
- Segon Millor Quintet defensiu de l'NBA
  -  Chris Paul, New Orleans Hornets
  -  Anthony Allen, Memphis Grizzlies
  -  Andre Iguodala, Philadelphia 76ers
  -  Joakim Noah, Chicago Bulls
  -  Tyson Chandler, Dallas Mavericks
- Millor Quintet de Rookies de la Temporada
  -  John Wall, Washington Wizards
  -  Gary Neal, San Antonio Spurs
  -  Landry Fields, New York Knicks
  -  Blake Griffin, Los Angeles Clippers
  -  DeMarcus Cousins, Sacramento Kings
- Segon Millor Quintet de Rookies de l'NBA
  -  Eric Bledsoe, Los Angeles Clippers
  -  Wesley Johnson, Minnesota Timberwolves
  -  Paul George, Indiana Pacers
  -  Derrick Favors, New Jersey Nets/Utah Jazz
  -  Greg Monroe, Detroit Pistons

### Jugadors del mes
| Mes              | Conferència Oest                           | Conferència Est                                    |
| ---------------- | ------------------------------------------ | -------------------------------------------------- |
| Octubre-Novembre | Deron Williams (Utah Jazz)                 | Dwight Howard (Orlando Magic)                      |
| Desembre         | Kevin Durant (Oklahoma City Thunder)       | LeBron James (Miami Heat) Dwyane Wade (Miami Heat) |
| Gener            | Zach Randolph (Memphis Grizzlies)          | LeBron James (Miami Heat)                          |
| Febrer           | LaMarcus Aldridge (Portland Trail Blazers) | Dwight Howard (Orlando Magic)                      |
| Març             | Kobe Bryant (Los Angeles Lakers)           | Derrick Rose (Chicago Bulls)                       |
| Abril            | Kevin Durant (Oklahoma City Thunder)       | LeBron James (Miami Heat)                          |

### Rookies del mes
| Mes              | Conferència Oest                     | Conferència Est                 |
| ---------------- | ------------------------------------ | ------------------------------- |
| Octubre-Novembre | Blake Griffin (Los Angeles Clippers) | Landry Fields (New York Knicks) |
| Desembre         | Blake Griffin (Los Angeles Clippers) | Landry Fields (New York Knicks) |
| Gener            | Blake Griffin (Los Angeles Clippers) | John Wall (Washington Wizards)  |
| Febrer           | Blake Griffin (Los Angeles Clippers) | John Wall (Washington Wizards)  |
| Març             | Blake Griffin (Los Angeles Clippers) | John Wall (Washington Wizards)  |
| Abril            | Blake Griffin (Los Angeles Clippers) | John Wall (Washington Wizards)  |

### Entrenadors del mes
| Mes              | Conferència Oest                       | Conferència Est                   |
| ---------------- | -------------------------------------- | --------------------------------- |
| Octubre-Novembre | Gregg Popovich (San Antonio Spurs)     | Doc Rivers (Boston Celtics)       |
| Desembre         | Gregg Popovich (San Antonio Spurs)     | Erik Spoelstra (Miami Heat)       |
| Gener            | Monty Williams (New Orleans Hornets)   | Tom Thibodeau (Chicago Bulls)     |
| Febrer           | Rick Carlisle (Dallas Mavericks)       | Doug Collins (Philadelphia 76ers) |
| Març             | Phil Jackson (Los Angeles Lakers)      | Tom Thibodeau (Chicago Bulls)     |
| Abril            | Nate McMillan (Portland Trail Blazers) | Tom Thibodeau (Chicago Bulls)     |

### Jugadors de la setmana
| Setmana                         | Conferència Oest                           | Conferència Est                        |
| ------------------------------- | ------------------------------------------ | -------------------------------------- |
| 26 d'octubre a 31 d'octubre     | Pau Gasol (Los Angeles Lakers)             | Rajon Rondo (Boston Celtics)           |
| 1 de novembre a 7 de novembre   | Chris Paul (New Orleans Hornets)           | Dwight Howard (Orlando Magic)          |
| 8 de novembre a 14 de novembre  | Deron Williams (Utah Jazz)                 | Derrick Rose (Chicago Bulls)           |
| 15 de novembre a 21 de novembre | Russell Westbrook (Oklahoma City Thunder)  | Estimar'i Stoudemire (New York Knicks) |
| 22 de novembre a 28 de novembre | Dirk Nowitzki (Dallas Mavericks)           | Dwight Howard (Orlando Magic)          |
| 29 de novembre a 5 de desembre  | Russell Westbrook (Oklahoma City Thunder)  | Estimar'i Stoudemire (New York Knicks) |
| 6 de desembre a 12 de desembre  | Dirk Nowitzki (Dallas Mavericks)           | Dwyane Wade (Miami Heat)               |
| 13 de desembre a 19 de desembre | Tony Parker (San Antonio Spurs)            | Paul Pierce (Boston Celtics)           |
| 20 de desembre a 26 de desembre | Munta Ellis (Golden State Warriors)        | LeBron James (Miami Heat)              |
| 27 de desembre a 2 de gener     | Chauncey Billups (Denver Nuggets)          | Dwyane Wade (Miami Heat)               |
| 3 de gener a 9 de gener         | Zach Randolph (Memphis Grizzlies)          | LeBron James (Miami Heat)              |
| 10 de gener a 16 de gener       | Russell Westbrook (Oklahoma City Thunder)  | Derrick Rose (Chicago Bulls)           |
| 17 de gener a 23 de gener       | LaMarcus Aldridge (Portland Trail Blazers) | Dwight Howard (Orlando Magic)          |
| 24 de gener a 30 de gener       | Zach Randolph (Memphis Grizzlies)          | LeBron James (Miami Heat)              |
| 31 de gener a 6 de febrer       | Kevin Durant (Oklahoma City Thunder)       | LeBron James (Miami Heat)              |
| 7 de febrer a 13 de febrer      | LaMarcus Aldridge (Portland Trail Blazers) | Dwight Howard (Orlando Magic)          |
| 21 de febrer a 27 de febrer     | Kevin Martin (Houston Rockets)             | Dwight Howard (Orlando Magic)          |
| 28 de febrer a 6 de març        | Russell Westbrook (Oklahoma City Thunder)  | Paul Pierce (Boston Celtics)           |
| 7 de març a 13 de març          | Tony Parker (San Antonio Spurs)            | Dwyane Wade (Miami Heat)               |
| 14 de març a 20 de març         | Kyle Lowry (Houston Rockets)               | LeBron James (Miami Heat)              |
| 21 de març a 27 de març         | Kobe Bryant (Los Angeles Lakers)           | Dwight Howard (Orlando Magic)          |
| 28 de març a 3 d'abril          | Zach Randolph (Memphis Grizzlies)          | Carmelo Anthony (New York Knicks)      |
| 4 d'abril a 10 d'abril          | Kevin Durant (Oklahoma City Thunder)       | Carmelo Anthony (New York Knicks)      |